# Mulgedium monocephalum
Mulgedium monocephalum là một loài thực vật có hoa trong họ Cúc. Loài này được (Chang) C.Shih mô tả khoa học đầu tiên năm 1988.